# Пончатула (Луїзіана)
Пончатула (англ. Ponchatoula) — місто (англ. city) в США, в окрузі Танґіпаоа штату Луїзіана. Населення — 7822 особи (станом на 2020).

## Географія
Пончатула розташована за координатами 30°26′26″ пн. ш. 90°26′34″ зх. д. / 30.44056° пн. ш. 90.44278° зх. д. (30.440598, -90.442791).  За даними Бюро перепису населення США в 2010 році місто мало площу 12,32 км², з яких 12,31 км² — суходіл та 0,01 км² — водойми.

## Демографія
Згідно з переписом 2010 року, у місті мешкало 6559 осіб у 2581 домогосподарстві у складі 1704 родин. Густота населення становила 533 особи/км².  Було 2852 помешкання (232/км²).
Расовий склад населення:
| - 63,3 % — білих - 32,8 % — чорних або афроамериканців - 0,6 % — азіатів - 0,2 % — корінних американців - 1,1 % — осіб інших рас |

До двох чи більше рас належало 2,0 %. Частка іспаномовних становила 3,2 % від усіх жителів.
За віковим діапазоном населення розподілялося таким чином: 26,9 % — особи молодші 18 років, 59,8 % — особи у віці 18—64 років, 13,3 % — особи у віці 65 років та старші. Медіана віку мешканця становила 35,3 року. На 100 осіб жіночої статі у місті припадало 85,3 чоловіків;  на 100 жінок у віці від 18 років та старших — 80,3 чоловіків також старших 18 років.
Середній дохід на одне домашнє господарство  становив 57 089 доларів США (медіана — 40 217), а середній дохід на одну сім'ю — 68 328 доларів (медіана — 58 274). За межею бідності перебувало 23,8 % осіб, у тому числі 34,9 % дітей у віці до 18 років та 16,1 % осіб у віці 65 років та старших.
Цивільне працевлаштоване населення становило 2888 осіб. Основні галузі зайнятості: освіта, охорона здоров'я та соціальна допомога — 33,0 %, роздрібна торгівля — 13,5 %, мистецтво, розваги та відпочинок — 11,9 %.